# Ford LTD Crown Victoria
La Ford LTD Crown Victoria è una berlina full-size prodotta negli Stati Uniti d'America dalla casa automobilistica Ford dal 1980 al 1991. 

## Contesto
Ridimensionata due anni dopo la sua rivale principale, la Chevrolet Caprice, la nuova LTD era 46 cm più corta e 408 kg più leggera della sua progenitrice; era anche più piccola di LTD II e Thunderbird (settima generazione) "di misura intermedia". La riprogettazione radicale segnò l'introduzione della Ford Panther platform; la riduzione di larghezza, peso e dimensioni generali, nel complesso portarono a un miglioramento di comportamento stradale e maneggevolezza, che erano state criticità rilevanti nella LTD precedente.
Per il model year 1980, la LTD Crown Victoria fu presentata come l'allestimento di vertice della linea LTD, rimpiazzando la LTD Landau. Per meglio diversificarla dalla Mercury Marquis, il tetto era "incoronato" da una banda di acciaio inossidabile. Inoltre, il tetto in vinile ora copriva solo il divano posteriore (analogamente ai modelli Lincoln).

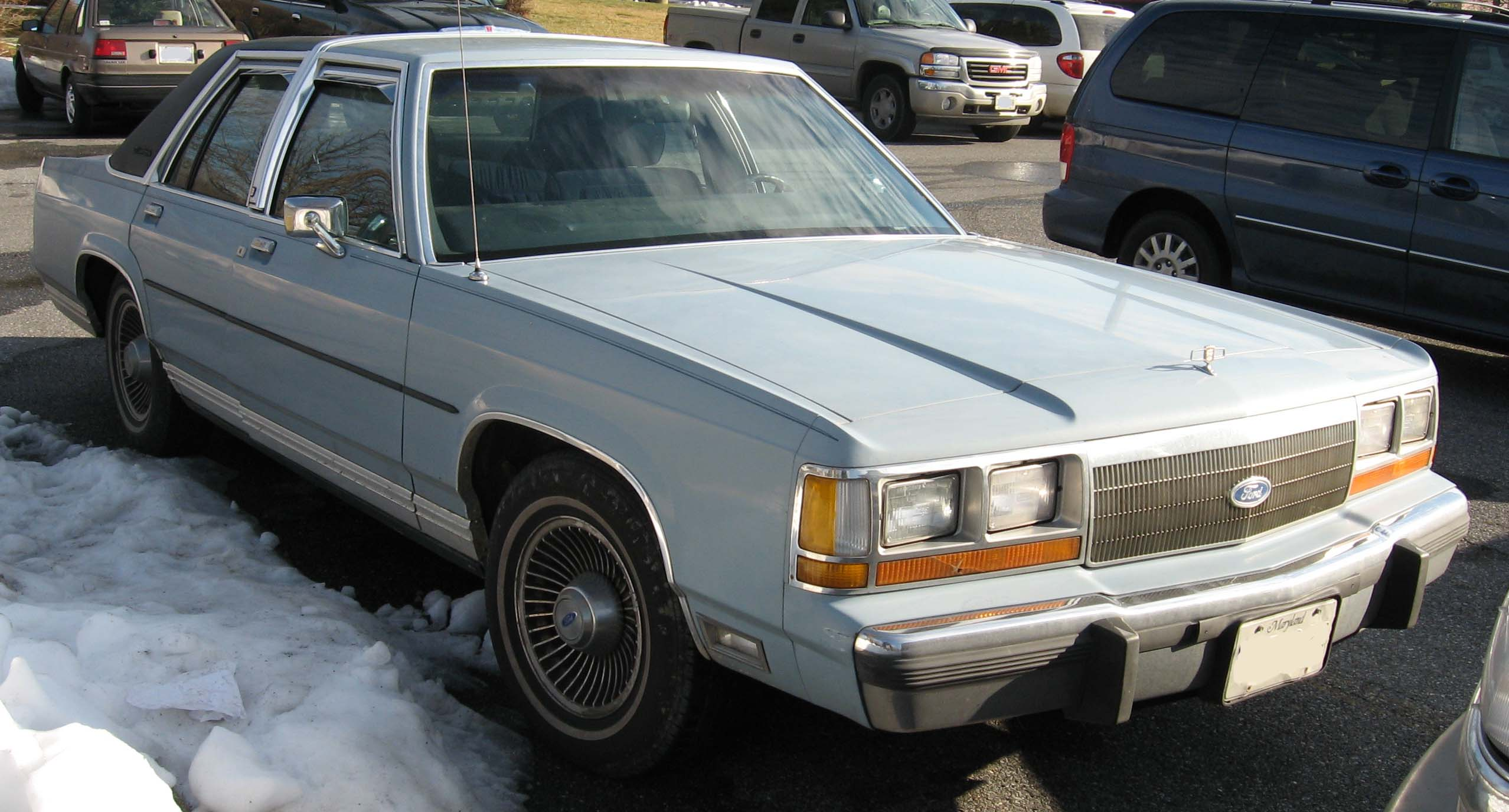
LTD Crown Victoria restyling 1988

La LTD Crown Victoria avrebbe visto pochi cambiamenti negli anni 1980. Nel 1983 sarebbe diventata un modello a parte, mentre il marchio standard LTD venne trasferito alla linea di media dimensione della ditta (per sostituire la Granada). Avrebbe ricevuto un aggiornamento secondario della parte esterna nel 1988, mentre la revisione interna del 1990 avrebbe aggiunto un airbag per il conducente.
Era disponibile con un V8 di 4942 cm³ da 152 CV, accoppiato a un cambio automatico a quattro rapporti con overdrive incorporato, e poteva raggiungere i 180 km/h di velocità massima.
Oltre che in versione berlina e coupé, era disponibile anche come station wagon, battezzata LTD Country Squire, con gli stessi equipaggiamenti tecnici della berlina.
Venne realizzata anche per le forze di polizia statunitensi in numerose varianti.